# Gheorghe V. Barbu
Gheorghe V. Barbu  (n. 31 octombrie 1947, com. Sâmburești, județul Olt) este un matematician, profesor la Universitatea de stat din Pitești, rector al  Universității din Pitești începând din 1996.  În perioada 1996-2004 a exercitat funcția de rector, în perioada 2004- 2008 a fost Președinte al Consiliului de Administrație și a fost reales rector pentru perioada 2008-2012.

## Biografie
Născut în Sâmburești jud. Olt, pe 31 octombrie 1947, Gheorghe V. Barbu a urmat studiile primare la școala din comuna Sâmburești, iar mai apoi pe cele liceale la Liceul  ”Nicolae Bălcescu” din Pitești. A absolvit Facultatea de Matematica a Universității Al. I. Cuza”  din Iași în 1970. Devine doctor în matematici aplicate în 1987 la Universitatea din București, Facultatea de Matematică și Informatică.

## Activitate profesională
Din 1979 este cadru didactic al Universității din Pitești parcurgând toate funcțiile didactice, până la cea de profesor universitar în 1996.
Din 1984 este recenzent al Mathematical Reviews, Statele Unite ale Americii, membru al Societății Americane de Matematică din anul 1990, Membru al Academiei de Științe din New York, 1997 - 2002.
Devine expert al Camerei de Experți a Uniunii Europene (1998- 2010), Consiliului Național pentru Evaluare Academică și Acreditare – CNEEA (2000-2005), Agenției Române pentru Asigurarea Calității în Învățământul Superior – ARACIS ( 2007-2008), Agenției Naționale pentru Calificările din Învățământul Superior și Parteneriat cu Mediul Social și Economic (2009-2011)
Pe perioada celor 16 ani cât Gheorghe V. Barbu a fost la conducerea Universității din Pitești (1996- 2012) aceasta și-a dezvoltat programe de studiu și specializări , inclusiv doctorale, ajungând să însumeze 68 de programe de licență, 63 de masterat și 9 școli doctorale și având o creștere spectaculoasă a numărului de studenți de la 3000 la peste 17 000. În perioada respectivă s-a construit un modern campus universitar de peste 40.000 mp, au fost create filiale la Câmpulung, Rîmnicu Vîlcea, Slatina și Alexandria, s-au creat departamente și programe de formare continuă, buletine științifice pe domenii, s-a înființat Editura Universității, a fost dezvoltată și informatizată biblioteca, implementată o platformă pilot de e- learning și construită cea mai modernă sală de sport din mediul universitar din România.
O preocupare deosebită a lui Gheorghe Barbu a fost integrarea entităților academice în rețeaua europeană de profil, astfel numai în perioada 2008-2012 au fost semnate un număr de 274 acorduri bilaterale internaționale. Un număr important de relații internaționale s-au realizat în și în afara spațiului UE, universitatea devenind membra unor rețele academice transnaționale de referință.

## Distincții
A fost decorat cu Ordinul “Ofițer al Laurilor Academici” conferit de Republica Franceză în 1999, apoi decorat cu Ordinul “Steaua României în rang de Cavaler” conferit de Președinția României în 2000. Arhivat în 10 iunie 2011, la Wayback Machine.
De asemeni, a fost primul român și primul rector decorat cu  "Marele Ordin de Onoare în Aur pentru merite aduse Republicii Austria”, conferit de Președintele Austriei, 2011 Großes Goldenes Ehrenzeichen am Bande für Verdienste um die Republik Österreich[nefuncțională]

## Arii de cercetare
Interesul științific al lui Gheorghe V. Barbu acoperă câteva arii importante: Sisteme informatice, Limbaje de programare, modelare și simulare, Cercetări operaționale,  fiabilitate.
Este profesor invitat la Barcelona-Spania 1998, Sheffield-Anglia 1999, Strasbourg - Franța 1999, Kitakyushu-Japonia 2002, Auckland-Noua Zeelanda 2007.

## Lucrări științifice
Gheorghe V. Barbu participă cu comunicări științifice la Conferințe și Congrese internaționale, este membru în comisii de doctorat, membru în comitete științifice sau conducerea unor secțiuni la conferințe și congrese internaționale. 
Cele mai importante cărți ale sale au ca teme Bazele informaticii, Modele ale cercetării operationale, Modele de Simulare cu Aplicații în Fiabilitate, Calculatoare Personale și Programarea în Limbajul C/C++, Sisteme informatice
Gheorghe Barbu publică un număr mare de articole de specialitate și comunicări științifice apărute în volume.